# Saison 3 de Perception
Chronologie
Saison 2
Cet article présente la troisième et dernière saison de la série télévisée américaine Perception.

## Distribution

### Acteurs principaux
- Eric McCormack (VF : Guillaume Lebon) : Dr Daniel Pierce
- Rachael Leigh Cook (VF : Philippa Roche) : agent spécial Kate Moretti
- Arjay Smith (VF : Cédric Ido) : Max Lewicki
- Kelly Rowan (VF : Marie-Laure Dougnac) : Natalie Vincent / Dr Caroline Newsome
- Scott Wolf (VF : Cédric Dumond) : Donald « Donnie » Ryan

### Acteurs récurrents
- LeVar Burton (VF : Thierry Desroses) : Paul Haley (11 épisodes)
- Perrey Reeves (VF : Véronique Rivière) : Miranda Stiles (épisode 1)
- Brad Rowe (VF : Julien Meunier) : agent Bobby Dalton (épisodes 2, 3 et 9)
- Peter Coyote (VF : Hervé Bellon) : James Alan Pierce[1] (épisodes 3, 5, 10 et 11)
- Christopher Gartin (en) (VF : Jean-Philippe Puymartin) : le père Pat (épisodes 4, 13 à 15)
- Robert Curtis Brown (VF : Bernard Lanneau) : Dr Josiah Rosenthal (épisodes 7 et 8, 14 et 15)
- Brooke Nevin (VF : Noémie Orphelin) : Shelby Coulson (épisodes 8 à 10)
- Lisa Brenner (VF : Sandrine Cohen) : Tasha Ogden (épisodes 8, 14 et 15)
- John Rubinstein (VF : Gérard Dessalles) : agent Jack Crawford (épisodes 9 et 11)
- David Paymer (VF : Jean-Luc Kayser) : Rueben Bauer (épisode 10)
- Thom Barry (VF : Rody Benghezala) : Special Agent William Parsons[2] (épisodes 13 et 15)
- Dan Lauria (VF : Sylvain Lemarié) : Joe Moretti (épisodes 14 et 15)
- Shane Coffey (VF : Brice Ournac) : Daniel Pierce, jeune (épisode 14)
- DJ Qualls (VF : Thierry Bourdon) : agent Rudy Fleckner (épisode 14)

## Liste des épisodes

### Épisode 1:Mystère à Paris
- États-Unis : 17 juin 2014 sur TNT
- France : 21 novembre 2015 sur M6

- États-Unis : 3,074 millions de téléspectateurs[3] (première diffusion)
- France : 1,881 million de téléspectateurs[4] (première diffusion)

- Perrey Reeves (Miranda Stiles)
- Josh Coxx (Agent Drexler)
- Rob Brownstein (Consul Kinney)
- Carlos Leal (Détective Girard)
- Jean-Marie Lamour (Serge Lombart)
- Malou Beauvoir (Agent Drexler, rattachée à l'ambassade américaine)
- Jonathan Bray (Agent Collins)
- Jacky Nercessian (Henri)
- Julien Cottereau (Mime)

### Épisode 2:Les Héros de l'ombre
- États-Unis : 24 juin 2014 sur TNT
- France : 21 novembre 2015 sur M6

- États-Unis : 2,554 millions de téléspectateurs[3] (première diffusion)
- France : 1,780 million de téléspectateurs[4] (première diffusion)

- Meg Chambers Steedle (Bonnie Mullane)
- Steve Valentine (Docteur Napoleon Messier)
- Brad Rowe (Agent Dalton)
- Brian McNamara (Détective Gerald Rix)
- Fred Koehler (George alias Le Fantôme)
- Sammi Hanratty (Kayla Madden)
- Kevin Sheridan (Nicky)
- William Miller (en) (Cyrus Dunham)
- Jessica Morris (Linda Mullane)

### Épisode 3:Le Prix du sang
- États-Unis : 1er juillet 2014 sur TNT
- France : 21 novembre 2015 sur M6

- États-Unis : 3,193 millions de téléspectateurs[3] (première diffusion)
- France : 1,626 million de téléspectateurs[4] (première diffusion)

- Max Gail (John O'Hare)
- Brian Letscher (Shane McNamara)
- Cole Sand (Dillon Wilcox)
- Brad Rowe (Agent Dalton)
- Brooke Lyons (Annie)
- Erin Daniels (La mère de Dillon)
- Jo Anderson (Wendy Pierce)
- Peter Coyote (James Alan Pierce)
- Sandy Martin (Shirley)
- Rohan Nichol (Mick Dorian)
- Patrick Stafford (Josh O'Hare)
- Marty Ryan (Avocat de O'Hare)

### Épisode 4:Échec au diable
- États-Unis : 8 juillet 2014 sur TNT
- France : 28 novembre 2015 sur M6

- États-Unis : 2,576 millions de téléspectateurs[3] (première diffusion)
- France : 1,595 million de téléspectateurs[6] (première diffusion)

- Rya Kihlstedt (Elena Douglas)
- Anthony Starke (Richard Douglas)
- Clare Carey (Victoria Pavel)
- Zeus Mendoza (Jake Forster)
- Timothy V. Murphy (Monseigneur Eugene Norris)
- Christopher Gartin (Père Pat)
- Al Sapienza (John Pavel Sr)
- Elle Young (Brooke Robinson / Cyrenne)
- Matt Roth (Brendan Voss)
- Daniel Booko (John Pavel Jr)
- John Glover (Le Diable)

### Épisode 5:Demain l'éternité
- États-Unis : 15 juillet 2014 sur TNT
- France : 28 novembre 2015 sur M6

- États-Unis : 2,582 millions de téléspectateurs[3] (première diffusion)
- France : 1,595 million de téléspectateurs[7] (première diffusion)

- Adam Garcia (Docteur Kenny Esper)
- Paul Cassell (Docteur Landon Jennings)
- Christina Cox (Madame Jennings)
- Alex Carter (Docteur Carter Humphries)
- Bahar Soomekh (Yael)
- Jo Anderson (Wendy Pierce)
- Gregg Binkley (Theodore Ludlow)
- Peter Coyote (James Alan Pierce)

### Épisode 6:Instinct maternel
- États-Unis : 22 juillet 2014 sur TNT
- France : 28 novembre 2015 sur M6

- États-Unis : 2,853 millions de téléspectateurs[3] (première diffusion)
- France : 1,595 million de téléspectateurs[7] (première diffusion)

- Jennifer Holland (Lucy Halpern)
- Steven Helmkamp (Andrew O'Leary)
- Jeff Branson (Scott Kemp)
- Sadie Stratton (Betsy)
- Reva Rose (Voisine)
- Amanda Carlin (Mère de Lucy)
- John Hans Tester (Asgar Svensden)
- Exie Booker (Détective Kirby)
- Phoenix Cirillo (Enfant jouant dans le parc)

### Épisode 7:L'Amour de l'art
- États-Unis : 29 juillet 2014 sur TNT
- France : 5 décembre 2015 sur M6[8]

- États-Unis : 2,79 millions de téléspectateurs (première diffusion)
- France : 1,840 million de téléspectateurs[9] (première diffusion)

- Louise Lombard (Josephine Carswell)
- Adam Godley (Teddy Brennan)
- Francesca Eastwood (L'hallucination de rêve)
- Brad Hunt (Martin Grant)
- Robert Curtis Brown (Docteur Josiah Rosenthal)
- Rod Hallett (Graham Perri)
- Bonnie Burroughs (en) (Madame Grant)
- Minni Jo Mazzola (La petite amie de Kaos)
- Sachin Joab (Ravi Singh)
- Trenton Rostedt (Jared Tennenbaum / Kaos)
- Ian McKelligan (Vincenzo De Luca)
- Garett Weinstein (Teddy jeune)

### Épisode 8:Les Fantômes du passé
- États-Unis : 5 août 2014 sur TNT
- France : 5 décembre 2015 sur M6[8]

- États-Unis : 2,75 millions de téléspectateurs (première diffusion)
- France : 1,670 million de téléspectateurs[10] (première diffusion)

- Robert Curtis Brown (Docteur Josiah Rosenthal)
- Jessica Collins (Agent spécial Anne-Marie Bishop)
- Chad Donella (Docteur Swank)
- Kim Darby (Stacia Clairborne)
- Lisa Brenner (Tasha Ogden)
- Andy Milder (Ted Duxbury)
- Michelle Joyner (Sylvia Hansen)
- Brooke Nevin (Shelby Coulson)
- Ntare Guma Mbaho Mwine (Matthew Jefferies)
- Courtney Gains (Officier James McKenzie)
- Scott Rinker (Justin Briggs)
- Daniel Booko (John Pavel Jr)
- Branton Box (Agent FBI #2)
- Ty Mayberry (Daniel Pierce)
- Mark Totty (Agent Phil)

### Épisode 9:Ondes négatives
- États-Unis : 12 août 2014 sur TNT
- France : 5 décembre 2015 sur M6[8]

- États-Unis : 2,87 millions de téléspectateurs (première diffusion)
- France : 1,3 million de téléspectateurs[10] (première diffusion)

- Brooke Nevin (Shelby Coulson)
- Brent Briscoe (Nightcrawler)
- Chris Coy (Alex White)
- Pat Skipper (Shériff)
- Kate Vernon (Mary Morrison)
- John Rubinstein (Jack Crawford)
- Brad Rowe (Agent Bobby Dalton)
- Mark Harelik (Docteur Chandler)
- Rick Ravanello (Randy Curtis)
- Annie Abbott (Propriétaire d'Alex)
- Brad Carter (Gary Williams)
- Bonnie Root (Agent Nina Curtis)
- Branton Box (Agent du FBI)
- Max Decker (Pete)

### Épisode 10:Un parfum de scandale
- États-Unis : 19 août 2014 sur TNT
- France : 5 décembre 2015 sur M6[8]

- États-Unis : 2,57 millions de téléspectateurs (première diffusion)

- Brooke Nevin (Shelby Coulson)
- Joanna Cassidy (Ruby)
- Josh Braaten (Derek Shelton)
- Michael Bunin (Kevin Gillespie)
- James Madio (Officier Timmy Russo)
- Gareth Williams (Brian McGrath)
- Max Decker (Pete)
- Jim Garrity (Détective Malone)
- Chris Tardio (Détective Gomez)
- Darin Heames (Lomax)
- Clifford Morts (Juge Horford)
- David Paymer (Rueben Bauer)
- Peter Coyote (James Alan Pierce)
- Stephen Jordan (Procureur)
- James Thomas Gilbert (Ryan Dooley)
- Bruno Oliver (Gardien de prison)

### Épisode 11:Enquête de sommeil
- États-Unis : 17 février 2015 sur TNT[11]
- France : 5 décembre 2015 sur M6[8]

- États-Unis : 1,61 million de téléspectateurs (première diffusion)

- Edward Herrmann (Jack Pierce)
- John Rubinstein (Jack Crawford)
- Charlie Hofheimer (Roger Pierce)
- Zoe McLellan (Alice Pierce / Celia)
- Richard Topol (Docteur Jeff Bowen)
- Francis X. McCarthy (Roger Jackson)
- JoBeth Williams (Margaret Pierce)
- Peter Coyote (James Alan Pierce)

### Épisode 12:Derrière les rêves
- États-Unis : 24 février 2015 sur TNT
- France : 5 décembre 2015 sur M6

- États-Unis : 1,3 million de téléspectateurs (première diffusion)

### Épisode 13:L'Effet miroir
- États-Unis : 3 mars 2015 sur TNT
- France : 5 décembre 2015 sur M6

- États-Unis : 1,74 million de téléspectateurs (première diffusion)

### Épisode 14:À la folie, pas du tout
- États-Unis : 10 mars 2015 sur TNT
- France : 5 décembre 2015 sur M6

- États-Unis : 1,68 million de téléspectateurs (première diffusion)

### Épisode 15:La mariée a disparu
- États-Unis : 17 mars 2015 sur TNT
- France : 5 décembre 2015 sur M6

- États-Unis : 1,783 million de téléspectateurs[12] (première diffusion)